# Ла-Совтат (Жер)
Ла-Совта́т (фр. La Sauvetat) — коммуна во Франции, находится в регионе Юг — Пиренеи. Департамент — Жер. Входит в состав кантона Флёранс. Округ коммуны — Кондом.
Код INSEE коммуны — 32417.

## География
Коммуна расположена приблизительно в 580 км к югу от Парижа, в 80 км западнее Тулузы, в 24 км к северу от Оша.

## Климат
Климат умеренно-океанический. Лето жаркое и немного дождливое, температура часто превышает 35 °С. Зимой часто бывает отрицательная температура и ночные заморозки. Годовое количество осадков — 700—900 мм.

## Население
Население коммуны на 2010 год составляло 356 человек.
| 1962 | 1968 | 1975 | 1982 | 1990 | 1999 | 2010 |
| ---- | ---- | ---- | ---- | ---- | ---- | ---- |
| 556  | 497  | 436  | 357  | 342  | 335  | 356  |

## Администрация
| Период | Период | Фамилия            | Партия                  | Примечания |
| ------ | ------ | ------------------ | ----------------------- | ---------- |
| 2001   | 2020   | Мари-Пьер Кюзинато | Социалистическая партия |            |

## Экономика
В 2010 году среди 211 человек трудоспособного возраста (15-64 лет) 154 были экономически активными, 57 — неактивными (показатель активности — 73,0 %, в 1999 году было 65,3 %). Из 154 активных жителей работали 143 человека (75 мужчин и 68 женщин), безработных было 11 (5 мужчин и 6 женщин). Среди 57 неактивных 12 человек были учениками или студентами, 24 — пенсионерами, 21 были неактивными по другим причинам.

## Достопримечательности
- Замок Серийак (XIII век). Исторический памятник с 2002 года[4]

## Фотогалерея

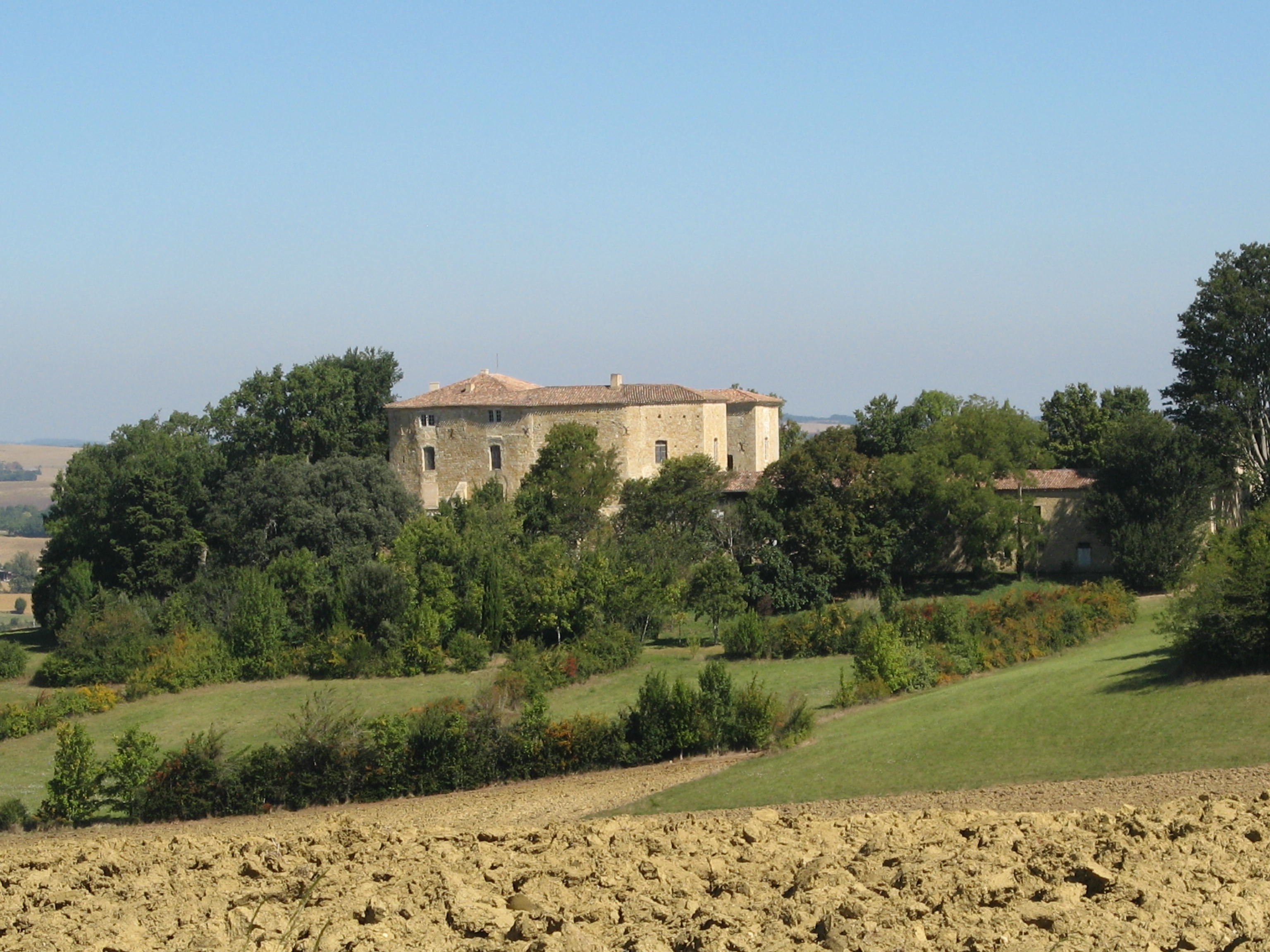
Замок Серийак
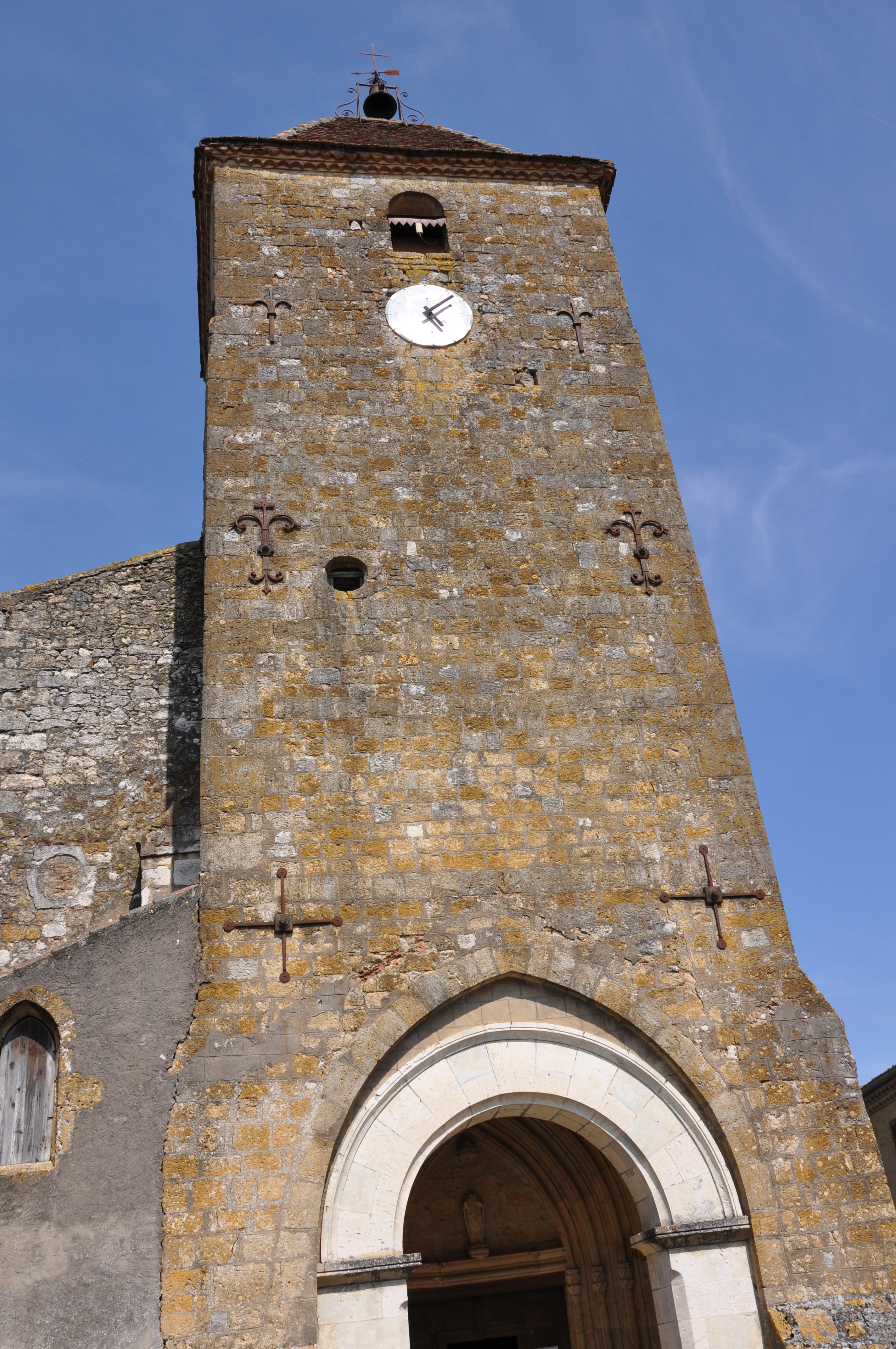
Церковь
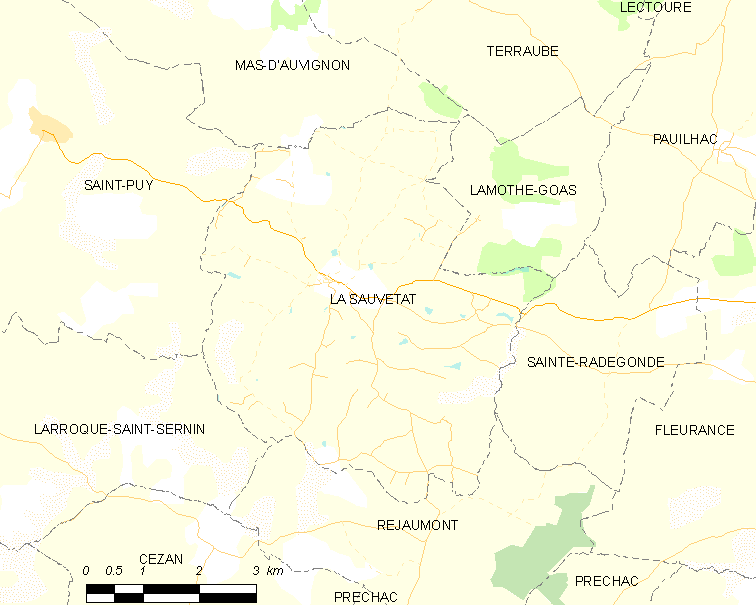
Карта коммуны